# Говянка
Говянка — река на полуострове Камчатка в России, протекает по Усть-Камчатскому району Камчатского края. Впадает в реку Половинная справа на расстоянии 8 км от устья. Длина реки — 30 км.
По данным государственного водного реестра России относится к Анадыро-Колымскому бассейновому округу. Код водного объекта — 19070000112120000016032.